# Como (Misisipi)
Como es un pueblo del Condado de Panola, Misisipi, Estados Unidos. Según el censo de 2000 tenía una población de 1.310 habitantes y una densidad de población de 267.6 hab/km².

## Demografía
Según el censo de 2000, había 1.310 personas, 461 hogares y 352 familias residiendo en la localidad. La densidad de población era de 267,6 hab./km². Había 506 viviendas con una densidad media de 103,4 viviendas/km². El 26,79% de los habitantes eran blancos, el 71,83% afroamericanos, el 0,08% amerindios, el 0,61% de otras razas y el 0,69% pertenecía a dos o más razas. El 1,15% de la población eran hispanos o latinos de cualquier raza.
Según el censo, de los 461 hogares en el 34,5% había menores de 18 años, el 39,7% pertenecía a parejas casadas, el 31,0% tenía a una mujer como cabeza de familia y el 23,6% no eran familias. El 22,1% de los hogares estaba compuesto por un único individuo y el 11,9% pertenecía a alguien mayor de 65 años viviendo solo. El tamaño promedio de los hogares era de 2,84 personas y el de las familias de 3,30.
La población estaba distribuida en un 30,1% de habitantes menores de 18 años, un 9,8% entre 18 y 24 años, un 24,5% de 25 a 44, un 20,6% de 45 a 64 y un 15,0% de 65 años o mayores. La media de edad era 34 años. Por cada 100 mujeres había 81,2 hombres. Por cada 100 mujeres de 18 años o más, había 74,8 hombres.
Los ingresos medios por hogar en la localidad eran de 22.344 dólares ($) y los ingresos medios por familia eran 25.000 $. Los hombres tenían unos ingresos medios de 28.333 $ frente a los 18.977 $ para las mujeres. La renta per cápita para la ciudad era de 12.278 $. El 37,5% de la población y el 31,3% de las familias estaban por debajo del umbral de pobreza. El 57,2% de los menores de 18 años y el 29,6% de los habitantes de 65 años o más vivían por debajo del umbral de pobreza.

## Geografía
Según la Oficina del Censo de los Estados Unidos, la localidad tiene un área total de 4,9 km², todos ellos correspondientes a tierra firme.